# Podlëdnye Gory Vernadskogo
Podlëdnye Gory Vernadskogo är ett berg i Antarktis. Det ligger i Östantarktis. Australien gör anspråk på området. Toppen på Podlëdnye Gory Vernadskogo är 3 618 meter över havet.
Terrängen runt Podlëdnye Gory Vernadskogo är en högslätt. Trakten är obefolkad. Det finns inga samhällen i närheten.